# Vùng Tự nhiên và Văn hóa-Lịch sử của Kotor
Vùng Tự nhiên và Văn hóa-Lịch sử của Kotor  là một di sản thế giới tại Montenegro, được công nhận vào năm 1979.. Nó bao gồm các thị trấn cổ của Kotor, những Thành lũy của Kotor và các khu vực xung quanh bên trong vịnh Kotor.

## Mô tả

### Phố cổ Kotor
Thị trấn cổ Kotor nằm trong thành lũy và là một thị trấn có cảnh quan thời Trung Cổ được bảo tồn và phục hồi tốt với các tòa nhà đáng chú ý bao gồm Nhà thờ Thánh Tryphon được xây dựng vào năm 1166.
Thị trấn bị thiệt hại nặng nề sau trận động đất ngày 15 tháng 4 năm 1979 khiến nó bị liệt vào danh sách di sản thế giới bị đe dọa ngay trong năm đó. Sau quá trình phục hồi đáng kể thì nó đã được rút khỏi danh sách bị đe dọa vào năm 2003.

### Thành lũy của Kotor
Các công sự của thị trấn bao gồm một hệ thống các tòa nhà quân sự phòng thủ để bảo vệ thị trấn Kotor thời Trung Cổ. Chúng bao gồm các bức tường thành phố với các cổng và pháo đài, thành lũy leo lên núi, lâu đài của Thánh Gioan và các công trình phụ trợ. Trong khi một số cấu trúc có từ thời La Mã và Byzantine thì hầu hết các công sự đã được xây dựng trong thời cai trị của Cộng hòa Venezia. Sau đó, một số sửa đổi đã được thực hiện bởi người Áo. Các công sự là khía cạnh quan trọng nhất của Di sản thế giới này.

### Vùng Kotor
Khu vực được bao gồm trong danh sách di sản thế giới là phần bên trong của vịnh Kotor (qua eo biển Verige) với những ngọn núi và thị trấn xung quanh, đặc biệt là hại thị trấn Risan và Perast cùng hai đảo nhỏ Sveti Đorđe, Đức Mẹ của Đá.

## Bảo tồn
Ngoài những thiệt hại do động đất gây ra, di sản này còn phải đối mặt với một số đe dọa khác. Cấp bách nhất chính là đe dọa từ tác động của con người khi một số định hướng phát triển đô thị được cho là không phù hợp với mục tiêu bảo tồn. Một dự án được đề xuất là Cầu Verige nối hai mũi đất Thánh Nedjelja và Opatovo tạo điều kiện cho tuyến đường cao tốc Adriatic hiện đang sử dụng phà để qua vịnh được thông suốt. Khi địa điểm này được ghi vào năm 1979, nó đã được đánh giá dựa trên các giá trị văn hóa; Báo cáo của UNESCO năm 2008 cũng đề nghị xem xét giá trị nổi bật của nó như là một cảnh quan văn hóa của người Hồi giáo.

## Hình ảnh

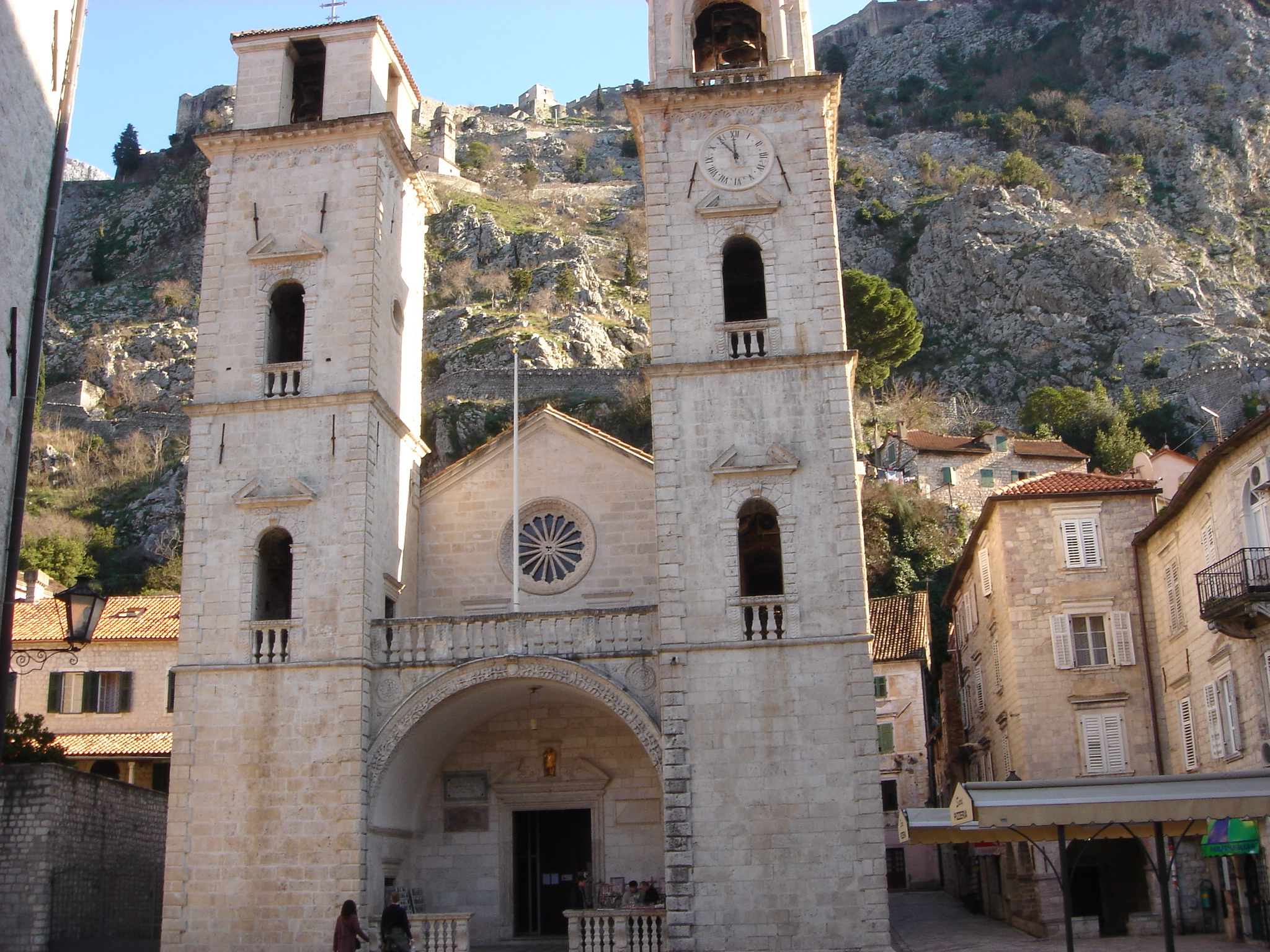
Nhà thờ Thánh Tryphon
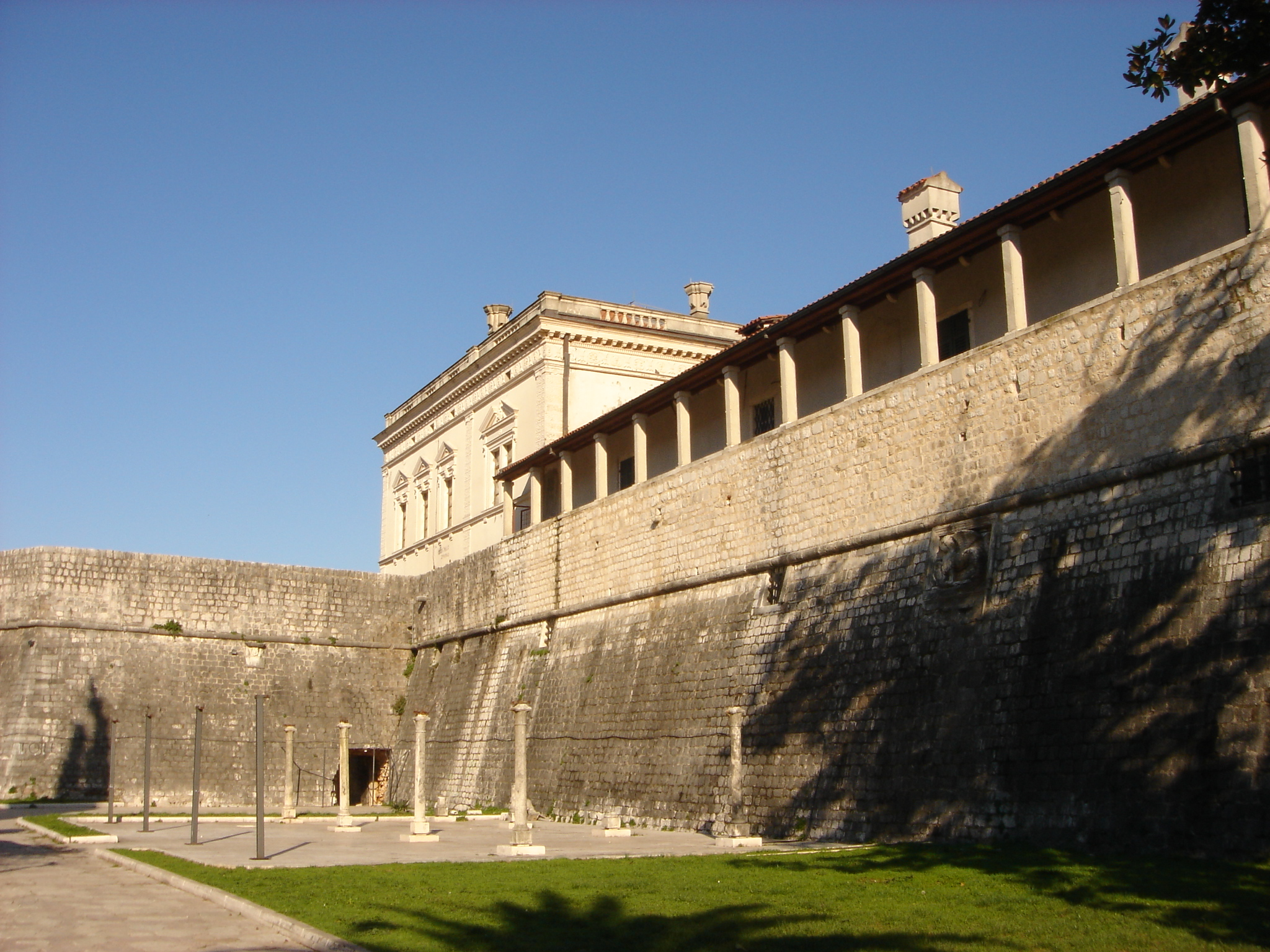
Một góc của phòng trưng bày
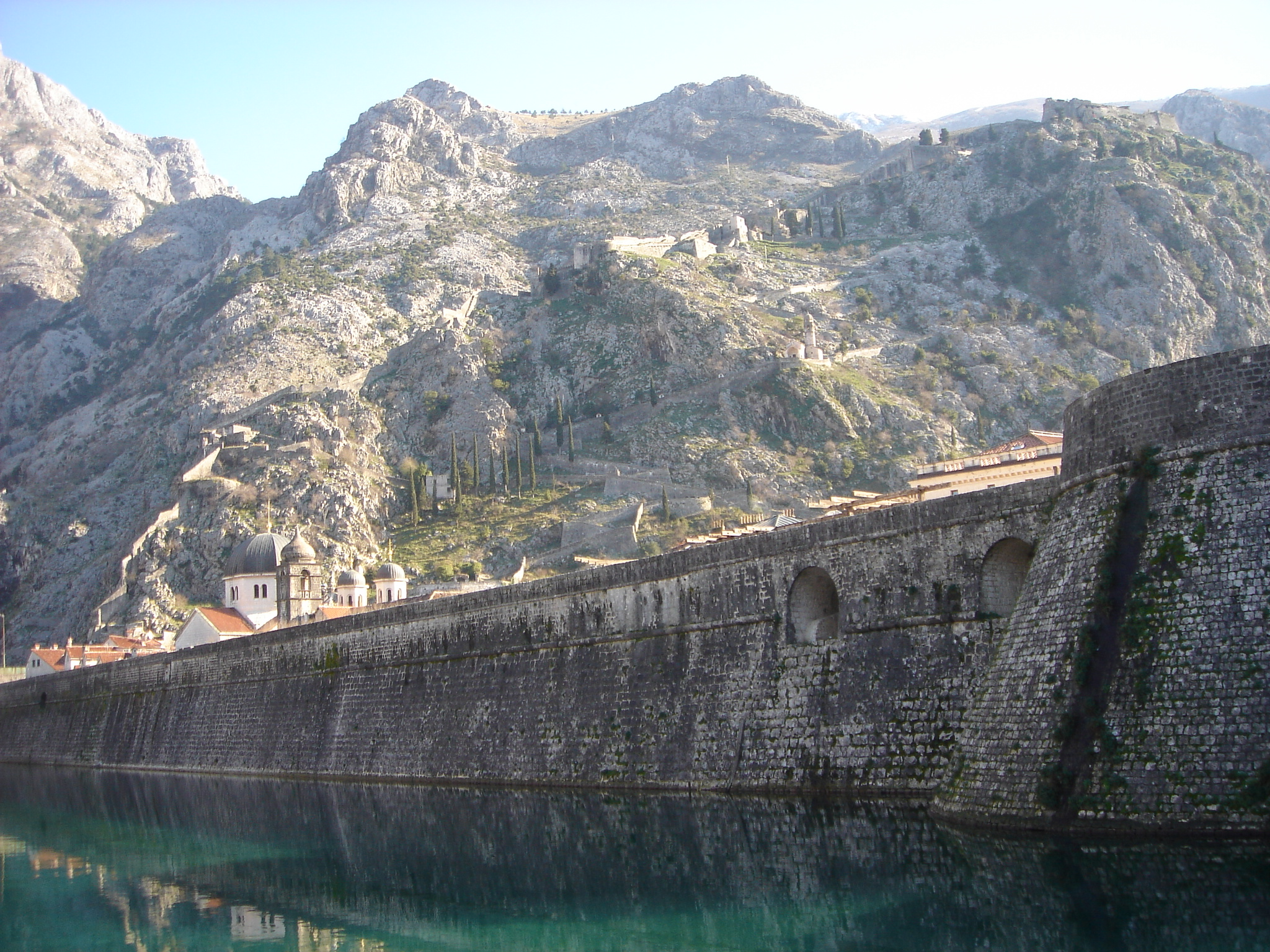
Bức tường thành phố
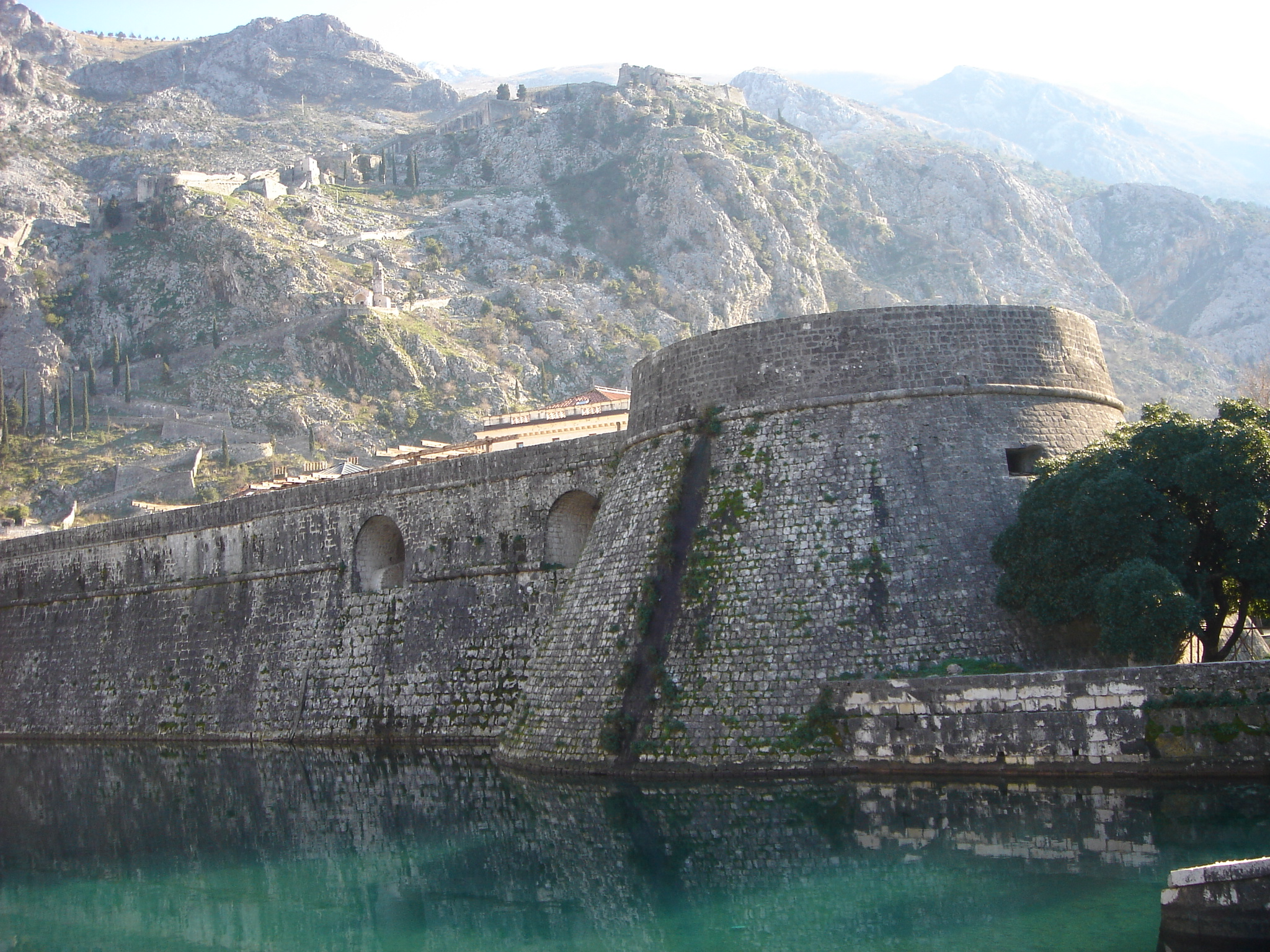
Một góc của pháo đài